# Удар ногой

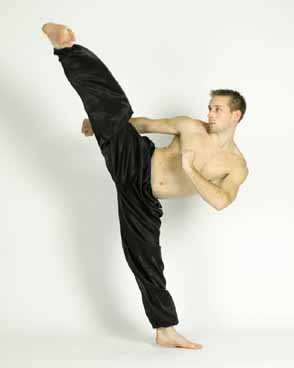
Удар ногой.

Удар ногой — импульсный маховой, крутящий сильный удар или возвратно-поступательное направленное движение ногой, целью которого является достижение изменения физического состояния объекта или субъекта. В спорте удар ногой может носить различный характер и использоваться для: 1) выполнения того или иного технического действия (в рамках приёма, либо ударной комбинации в спортивных единоборствах), 2) придания определённого ускорения объекту (игры с мячом). В боевых искусствах удар ногой — это комплексное понятие, включающее в себя определённую последовательность движений. Ударный потенциал ног значительно превосходит аналогичный потенциал рук по силе удара в абсолютных значениях, но выполнение ударов ногами требует больших энергозатрат.

## Главные принципы ударной техники ног
Составные части удачного удара ногой — это равновесие, скорость, точность и сила. Удар ногой должен выполняться с чувством полного равновесия тела, с максимальной скоростью и точностью, а также с использованием сильных групп мышц и вложением массы тела в удар.

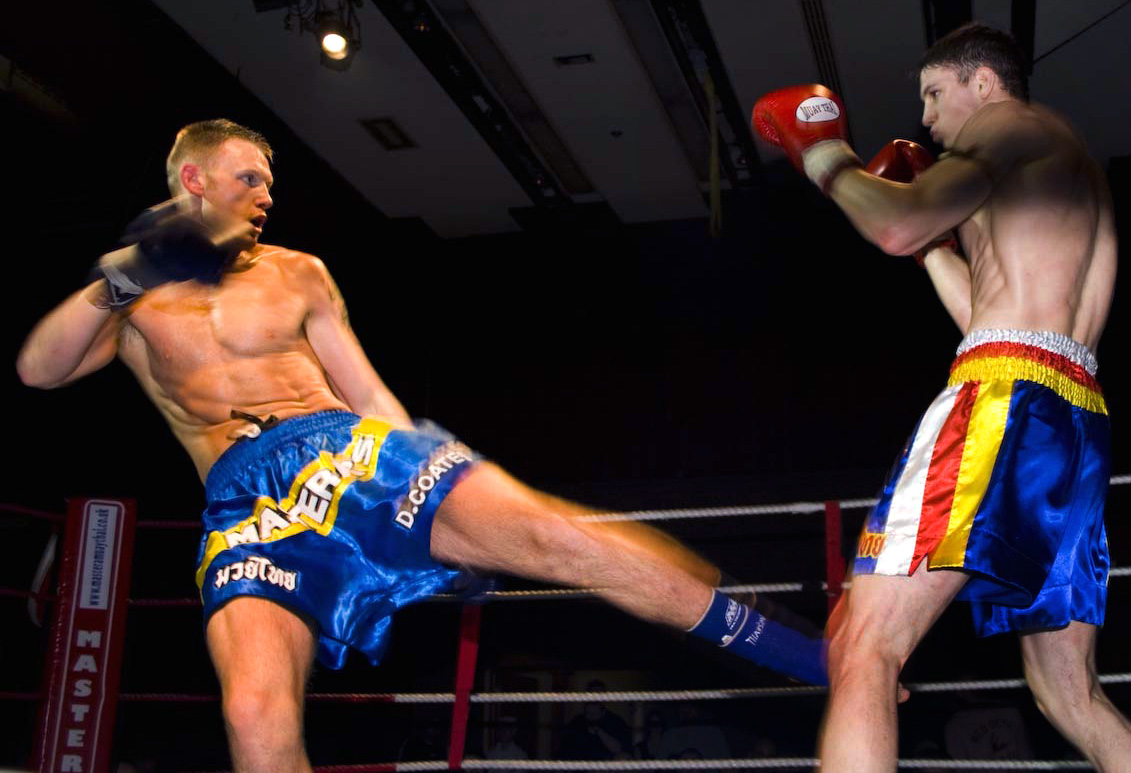
низкий удар

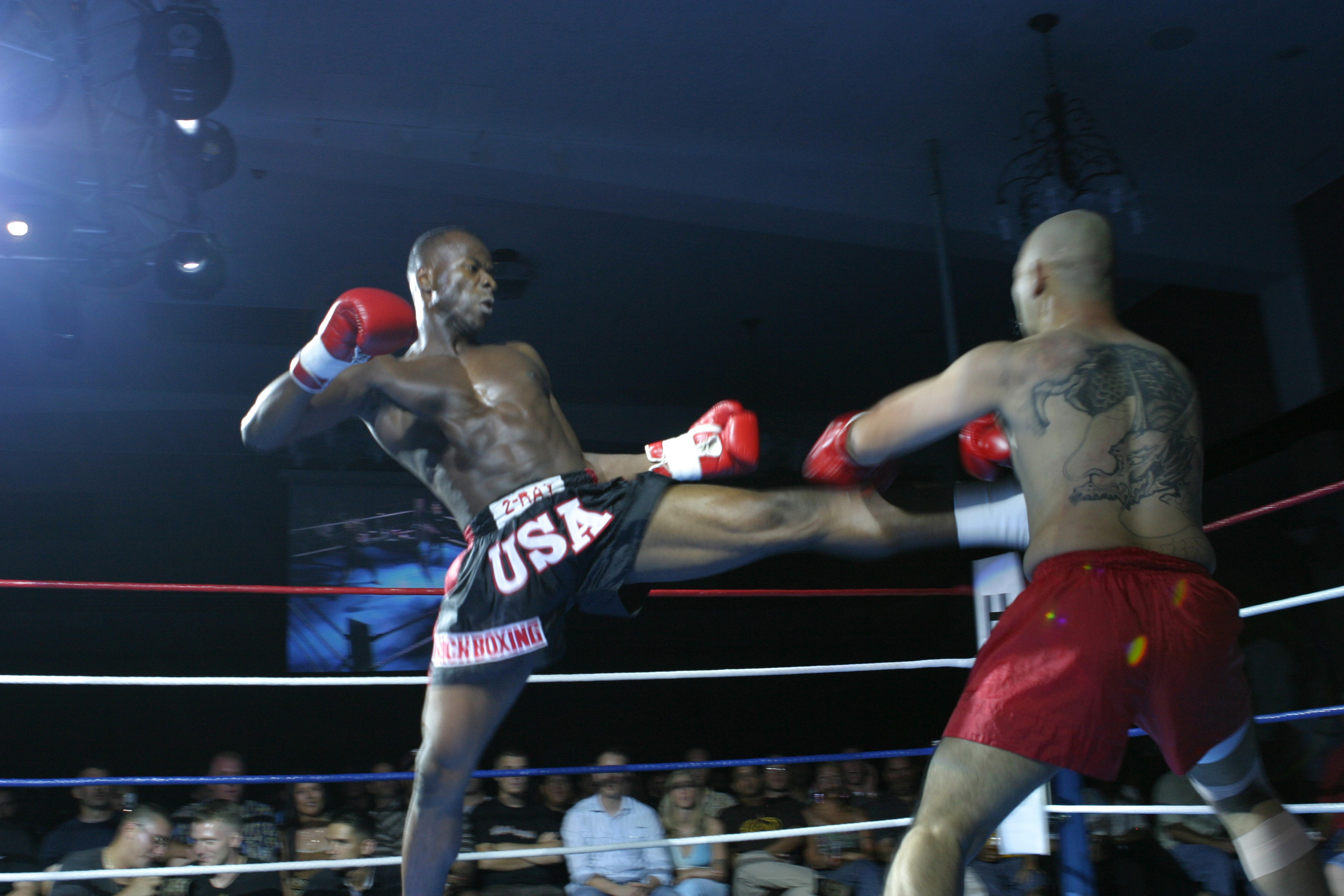
срединный удар

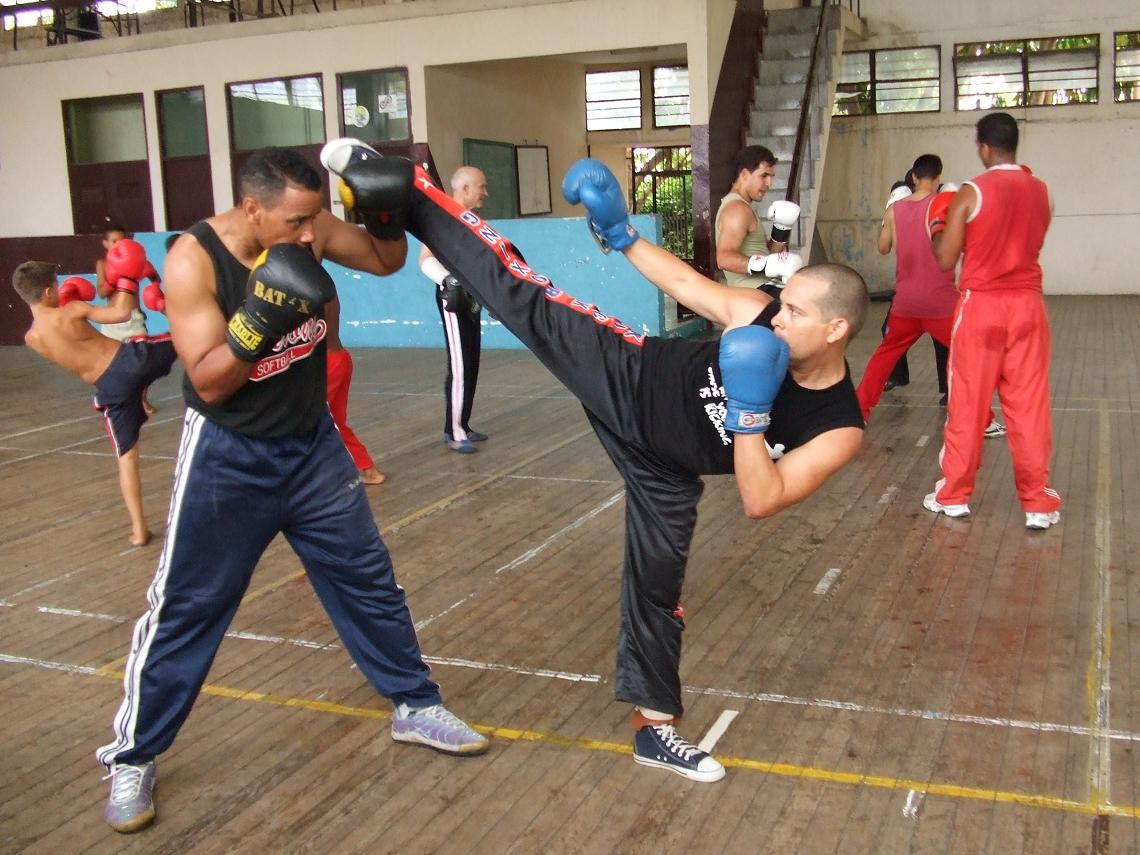
высокий удар

По зоне поражения удары ногами делятся на:
- низкий удар (лоу-кик)
- срединный удар (мид-кик)
- высокий удар (хай-кик)

По ударной поверхности удары ногами делятся на:
- Удары стопой
  - удары носком
  - удары пяткой
  - удары ребром стопы (внешним и внутренним)
  - удары подъёмом стопы
  - удары подошвой стопы
- Удары голенью
  - удары фронтальной частью голени
  - удары тыльной частью голени
- Удары коленом

По способу выполнения удары ногами делятся на:
- прямые удары
- боковые удары
- круговые удары
- диагональные удары
- крюковые удары
- задние удары

По динамике выполнения удары ногами делятся на:
- удары с места
- удары с разворота
- удары в прыжке

Некоторые виды единоборств предусматривают использование только части перечисленных техник, некоторые используют все. Кроме приведенных основных типов ударов ногами существует также большое количество специфических видов обратных и обертовових ударов со сложными векторами движения, удары с использованием альтернативных ударных поверхностей и т. п.